# Keramisk resonator
En keramisk resonator er en elektronisk komponent, som indeholder keramik med en piezoelektrisk effekt formet som en plade eller skive. Herefter forsynes den med to elektroder, eksterne tilledninger/terminaler og indbygges i en beskyttende indpakning (hus).
Når en keramisk resonator anvendes i et elektronisk oscillatorkredsløb, vil mekaniske vibrationer i resonatoren genererer et oscillerende signal, med en præcis frekvens.  Ligesom en kvartskrystal resonator, anvendes de i oscillatorer, med formålet at generere taktgiversignaler i computere, digitalure og andre digitale kredsløb. 
Keramiske resonator bliver lavet af højstabil piezoelektriske keramikker, typisk lead zirconium titanate (PZT), som fungerer som en mekanisk resonator.

## Indpakninger
En typisk keramisk resonator indpakning har enten to eller tre ben. En keramisk resonator produceres både i SMT og til printplader med huller og i forskellige størrelser.